# روبرتو مانگابیرا آنگر
روبرتو مانگابیرا آنگر (به انگلیسی: Roberto Mangabeira Unger)؛ (زاده ۲۴ مارس ۱۹۴۷) فیلسوف، حقوق‌دان و سیاستمدار برزیلی است. فعالیت‌های او در سنت نظریه اجتماعی کلاسیک و پراگماتیسم است، و در بسیاری از زمینه‌ها از جمله دانش نظری حقوق، فلسفه و دین، نظریه اجتماعی و سیاسی، جایگزین‌های ترقی‌خواهانه، و اقتصاد توسعه یافته‌است. او به‌خاطر کتاب‌های «جهان مفرد و واقعیت زمان» در فلسفه طبیعی، «سیاست: اثری در نظریه اجتماعی سازنده» در نظریه اجتماعی، و یک تئوری حقوقی با نام جنبش مطالعات حقوقی انتقادی، که به برهم زدن اجماع روش‌شناختی در دانشکده‌های حقوق آمریکا کمک کرد، شناخته شده‌است. همچنین فعالیت‌های سیاسی او پس از رژیم نظامی در برزیل، و در میل به‌سوی دموکراسی کمک کرد، و با انتصاب او به‌عنوان وزیر امور استراتژیک برزیل در سال ۲۰۰۷، و دوباره در سال ۲۰۱۵، فعالیت سیاسی او به اوج خود رسید. به‌نظر می‌رسد که فعالیت‌های او چشم‌اندازی از انسانیت، و برنامه‌ای برای توانمندسازی افراد و نهادها ارائه می‌دهد.
در هسته اصلی فلسفه آنگر، توجه به انسانیت در زمینه‌هایی که انسان در آن قرار می‌گیرد اولویت دارد. او می‌بیند که هر فرد دارای توانایی، در مسیر رسیدن به زندگی بهتری است. ریشه اندیشه اجتماعی او این اعتقاد است که جهان اجتماعی ساخته و تصور شده‌است. به اعتقاد او هیچ ترتیبات طبیعی یا ضروری اجتماعی، سیاسی یا اقتصادی در زیربنای فعالیت فردی یا اجتماعی وجود ندارد. حق مالکیت، لیبرال دموکراسی، کار مزدی... از نظر آنگر، این‌ها همه آثار تاریخی‌ای هستند که هیچ ارتباط ضروری با اهداف فعالیت آزاد انسان ندارند. از نظر او، بازار، دولت و سازمان اجتماعی انسانی، نباید در ترتیبات نهادی، از پیش تعیین‌شده تنظیم شوند، بلکه باید بر اساس آنچه برای پروژه توانمندسازی فردی و جمعی کار می‌کند، در معرض آزمایش و بازنگری قرار گیرند. او معتقد است، این روش، رهایی انسان را ممکن می‌سازد.
آنگر مدت‌ها در اپوزیسیون سیاسی برزیل فعال بوده‌است. او یکی از اعضای مؤسس حزب جنبش دموکراتیک برزیل بود، و پیش‌نویس مانیفست آن را تهیه کرد. او کمپین‌های ریاست جمهوری لئونل بریزولا و چیرو گومز را هدایت کرد. او برای مجلس نمایندگان نامزد شد و دو بار برای ریاست جمهوری برزیل نامزدهایی را به حزب پیشنهاد کرد. او در دولت دوم لوئیز ایناسیو لولا داسیلوا و در دولت دوم دیلما به‌عنوان وزیر امور استراتژیک خدمت کرد.

## زندگی

### خانواده
پدربزرگ مادری آنگر اکتاویو مانگابیرا بود، که در اواخر دهه ۱۹۲۰، قبل از این‌که دیکتاتور ژتولیو وارگاس او را به زندان و تبعید در اروپا و ایالات متحده محکوم کند، وزیر امور خارجه برزیل بود. پس از بازگشت به برزیل در سال ۱۹۴۵، حزب چپ میانه را تأسیس کرد. او در سال ۱۹۴۶ فرماندار باهیا بود.
پدر و مادر آنگر هر دو روشن‌فکر بودند. پدر آلمانی او، آرتور آنگر که اهل درسدن بود، در کودکی وارد ایالات متحده شد، و بعداً شهروند ایالات متحده شد. مادرش، ادیلا مانگابیرا، شاعر و روزنامه‌نگار برزیلی بود. آرتور و ادیلا در دوران تبعید اکتاویو مانگابیرا در ایالات متحده با هم آشنا شدند.

### اوایل زندگی
روبرتو مانگابیرا آنگر در سال ۱۹۴۷ در ریودوژانیرو به‌دنیا آمد، و دوران کودکی خود را در آپر ایست ساید، منهتن گذراند. او در مدرسه خصوصی آلن استیونسون تحصیل کرد. وقتی یازده ساله بود، پدرش فوت کرد، و با مادرش به برزیل نقل مکان کردند. او در یک مدرسه یسوعی تحصیل کرد، و به دانشکده حقوق در دانشگاه فدرال ریودوژانیرو رفت.
آنگر در سپتامبر ۱۹۶۹، در دانشکده حقوق هاروارد پذیرفته شد. او پس از دریافت مدرک تحصیلات تکمیلی در حقوق، یک سال دیگر را در هاروارد، با بورس تحصیلی سپری کرد، و سپس وارد دوره دکترا شد. او در ۲۳ سالگی شروع به تدریس دانش نظری حقوق به دانشجویان سال اول کرد. در سال ۱۹۷۶، و در سن ۲۹ سالگی، دکترای حقوق گرفت و یکی از جوان‌ترین اعضای هیئت علمی در دانشکده حقوق هاروارد شد.

### جایگاه دانشگاهی
آغاز کار آکادمیک آنگر با کتاب‌های «دانش و سیاست» و «قانون در جامعه مدرن» آغاز شد، که به‌ترتیب در سال‌های ۱۹۷۵ و ۱۹۷۶ منتشر شد. این آثار منجر به تأسیس جنبش مطالعات حقوقی انتقادی (CLS) با دانکن کندی و مورتون هورویتز شد. این جنبش با به چالش کشیدن بورسیه‌های حقوقی، و ارائه پیشنهادهای رادیکال برای آموزش حقوق، بحث و جدلی در مدارس حقوق در سراسر آمریکا برانگیخت. در اوایل دهه ۱۹۸۰، جنبش CLS بحث‌های داخلی داغی را در هاروارد به راه انداخت و دانشمندان CLS را در مقابل دانشمندان قدیمی‌تر که افکاری سنتی داشتند قرار داد.
در طول دهه ۱۹۸۰، آنگر روی اثر بزرگ خود «سیاست: اثری در نظریه اجتماعی سازنده» کار کرد؛ کتابی سه‌جلدی که نظریه اجتماعی کلاسیک را ارزیابی می‌کرد و جایگزینی سیاسی، اجتماعی و اقتصادی برای آن ایجاد می‌کرد. در این کتاب سه‌جلدی جامعه به‌عنوان یک مصنوع ساخته شده‌است، و لزوم برخی تمهیدات نهادی را رد می‌کند. کتاب «سیاست» در سال ۱۹۸۷ منتشر شد، و نقدی بر نظریه و سیاست اجتماعی معاصر بود. این کتاب تئوری تغییر ساختاری و ایدئولوژیکی را توسعه داد و گزارشی جایگزین از تاریخ جهان ارائه داد. در ابتدا به این ایده که در میل به پیشرفت، از یک مجموعه از ترتیبات سازمانی به ترتیبات دیگر باید گذر کرد (به‌عنوان مثال، فئودالیسم به سرمایه‌داری) حمله کرد، سپس نظریه‌ای بر ضد ضروری بودن تغییر اجتماعی ساخت، و گذار از مجموعه‌ای از ترتیبات نهادی به مجموعه‌ای دیگر را نظریه‌پردازی کرد.
آنگر بخش اعظم دهه‌های بعدی زندگی خود را با کار کردن بر روی گزینه‌های سیاسی و اجتماعی، به توضیح بیشتر بینش‌های توسعه‌یافته در کتاب سیاست اختصاص داد. در کتاب تحلیل حقوقی باید به چه چیزی تبدیل شود؟ (ورسو، ۱۹۹۶) ابزارهایی را برای بازبینی سازمان زندگی اجتماعی پیش‌نهاد کرد. در کتاب‌های دموکراسی تحقق یافت: آلترناتیو مترقی (ورسو، ۱۹۹۸) و چپ باید چه چیزی پیشنهاد کند؟ (ورسو، ۲۰۰۵) توصیه‌های بنیادی و جایگزین را مطرح کرد.

### تأثیرات فکری
الگوی عمل فلسفی آنگر به آن دسته از فیلسوفانی نزدیک است که می‌کوشند دیدگاهی از کل واقعیت شکل دهند، و این کار را با استفاده از دانش تخصصی زمان خود و مقاومت در برابر آن انجام دهند. این رفتار، به‌عنوان شکلی از پراگماتیسم خوانده شده‌است، اما تلاشی برای جدا کردن ایده‌ها و تجربیاتی که در غرب، تحت تأثیر مسیحیت، و از مقوله‌های فلسفه یونانی توسعه یافته‌است، شمرده می‌شود. اندیشه آنگر معکوس فلسفه شوپنهاور شناخته شده‌است، که ارزش والای زندگی و واقعیت و ژرفای خود را تأیید می‌کند، و از بی‌قیدی پرهیز می‌کند.

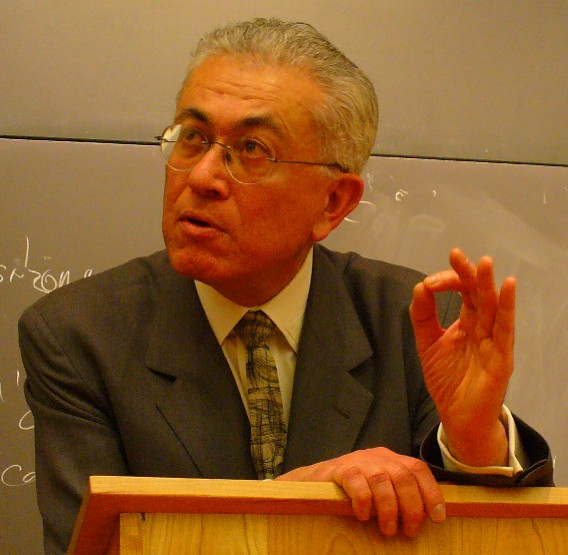
سخنرانی در هاوزر هال، دانشکده حقوق هاروارد

## کار فلسفی

### نظریه اجتماعی
نظریه اجتماعی آنگر مبتنی بر ایده «نظریه اجتماعی کلاسیک» است که جامعه را یک مصنوع می‌داند که می‌تواند ایجاد و بازآفرینی شود. درحالی‌که متفکران قبلی مانند هگل یا مارکس در مقطعی به عقب برگشتند و بر این عقیده ماندند که ایجاد و بازآفرینی یک توسعه اجتماعی نهادی یا تاریخی باید وجود داشته باشد. به قول یکی از منتقدان، آنگر در پی آن است که «ایده را قلع و قمع کند، و نظریه‌ای برای رهایی از محدودیت‌های تئوری‌های لیبرال و مارکسیستی تولید کند. این محدودیت، جستجو برای ساختار ایده‌آل جامعه است، که قابل پیش‌بینی بوده و بر برنامه‌ریزی متمرکز است. رهایی منجر به جوامعی با انعطاف‌پذیری و تنوع بیشتر نهادی می‌شود.»
از نظر آنگر، جامعه نه از طریق سازش یا به دست آوردن بهترین گزینه‌ها، بلکه از طریق درگیری و مبارزه برای کنترل منابع سیاسی و مادی پدیدار می‌شود. فاتحان این مبارزه شرایط تعامل و معامله اجتماعی را تعیین می‌کنند، که از طریق قانون نهادینه می‌شود. آنگر این نظم نوظهور را بافتار شکل‌دهنده می‌نامد. تحت یک زمینه تکوینی خاص، روال‌ها برقرار می‌شوند و افراد به این باور می‌رسند و طوری عمل می‌کنند که گویی کلمات اجتماعی‌شان کل‌های منسجمی است که کاملاً قابل درک و قابل دفاع است. آن‌ها می‌آیند تا این ترتیبات موجود را ببینند. آنگر این را ضرورت کاذب می‌نامد. در واقع، این ترتیبات دل‌به‌خواه هستند، و به‌طور نسبتاً ضعیفی در کنار هم قرار می‌گیرند، که آن‌ها را در برابر مقاومت و تغییر بازمی‌گذارد. آنگر این تقابل را قابلیت منفی می‌نامد.
این امر آنگر را به این نتیجه رساند که تغییر تدریجی از طریق مبارزه و بینش اتفاق می‌افتد، نه ناگهانی؛ و در تحولات انقلابی با جایگزینی در مجموعه‌ای از ترتیبات نهادی با نهاد دیگر. او این نظریه را مطرح می‌کند که تغییرات انباشته می‌تواند زمینه‌های شکل‌دهنده را تغییر دهد، و در ادامه تعدادی از این تغییرات را به‌عنوان جایگزین‌های نهادی پیشنهاد می‌کند که آن را دموکراسی توانمند می‌نامد.
دموکراسی توانمند دیدگاه آنگر از مجموعه‌ای بازتر و منعطف‌تر از نهادهای اجتماعی است، که از طریق آن افراد و گروه‌ها می‌توانند با یکدیگر تعامل داشته باشند، و تغییرات را پیشنهاد کنند و به‌طور مؤثر خود را برای تغییر ساختارهای اجتماعی، اقتصادی و سیاسی توانمند سازند. استراتژی آنگر در تحقق این امر، ترکیب آزادی تجارت و حکمرانی در سطح محلی با توانایی احزاب سیاسی، و در سطح دولت مرکزی برای ترویج آزمایش‌های اجتماعی رادیکال است، که تغییرات قاطع را در نهادهای اجتماعی و سیاسی ایجاد می‌کند.
در عمل، این نظریه شامل تحولات رادیکال سیاسی در مرکز، و همچنین نوآوری اجتماعی در جوامع محلی است. در مرکز، با اعطای اختیارات بازنگری گسترده به صاحبان قدرت، به احزاب سیاسی این امکان را می‌دهد که راه‌حل‌ها و پیشنهادات عینی و به‌طور هم‌زمان عمیق را امتحان کنند. درگیری‌های حزبی بر سر کنترل و استفاده از قدرت دولتی را به فرصتی برای زیر سؤال بردن و تجدیدنظر در ترتیبات اساسی زندگی اجتماعی از طریق حل سریع بن‌بست سیاسی تبدیل می‌کند. در جوامع محلی، دموکراسی، سرمایه و فناوری را از طریق صندوق‌های سرمایه چرخشی در دسترس قرار می‌دهد، که کارآفرینی و نوآوری را تشویق می‌کند. حقوق شهروندی شامل استحقاق فردی برای امنیت اقتصادی و مدنی، ادعاهای گروهی مشروط و موقت برای بخش‌هایی از سرمایه اجتماعی و حقوق بی‌ثبات‌کننده است، که به افراد یا گروه‌ها قدرت می‌دهد تا سازمان‌ها و اقداماتی را که به‌واسطه روال انقیاد مخدوش شده‌اند، مختل کنند.
ایده‌های آنگر در شرایطی توسعه یافت که روشن‌فکران و رادیکال‌های جوان تلاش کردند نظریه‌های متعارف جامعه و قانون را که در کلاس‌های درس دانشگاه تدریس می‌شد با واقعیت اعتراض اجتماعی و انقلاب دهه‌های ۱۹۶۰ و ۷۰ تطبیق دهند. آن‌ها که از مارکسیسم سرخورده شده بودند، به متفکرانی مانند لوی استروس، گرامشی، هابرماس و فوکو روی آوردند، تا درک حقوق و جامعه را به‌عنوان علم خوش‌خیم سیاست تکنوکراتیک در یک سیستم گسترده‌تری از باورها قرار دهند، که نظم اجتماعی غالب را مشروعیت می‌بخشد. برخلاف هابرماس که رویه‌هایی را برای دستیابی به اجماع عقلانی فرموله می‌کند، آنگر راه‌حل را در نهادها و ترتیبات آن‌ها قرار می‌دهد، که همیشه برای بازبینی و بازسازی باز هستند. و برخلاف فوکو که بر شخصیت ساختگی زندگی اجتماعی تأکید می‌کند، آنگر از این فرصت استفاده می‌کند تا نهادها و شرایط اجتماعی را دوباره تصور کند که خلاقیت انسان را آزاد کرده و رهایی را ممکن می‌سازند.

### اندیشه حقوقی
کار آنگر در مورد قانون، به دنبال غیرطبیعی کردن مفهوم قانون، و چگونگی بازنمایی آن از طریق نهادهای خاص بوده‌است. او با این پرسش آغاز می‌کند که چرا جوامع مدرن دارای سیستم‌های حقوقی با تمایز بین نهادها، مانند قوه مقننه و دادگاه، و همچنین دسته خاصی از وکلا هستند، که روشی برای استدلال دربارهٔ مشکلات اجتماعی دارند، درحالی‌که متفکرانی مانند مارکس و وبر استدلال کرده بودند که چنین ترتیبات قانونی‌ای محصول ضرورت اقتصادی و برای تضمین حقوق مالکیت و استقلال افراد است. آنگر نشان می‌دهد که این نظم حقوقی لیبرال در اروپا، در نتیجه روابط نامعین بین سلطنت پدید آمده‌است؛ اشرافیت و بورژوازی شکل خاصی به خود گرفت تا با ظهور سنت جهان‌شمول قانون طبیعی، جایگاهی ضروری پیدا کند.
این کار در تحلیل تاریخی حقوق و اندیشه حقوقی، اساس مشارکت آنگر را در جنبش مطالعات حقوقی انتقادی قرار داد. خود جنبش در اواخر دهه ۱۹۷۰ در میان دانشمندان جوان حقوق در دانشکده حقوق هاروارد متولد شد، که زیربنای دانش نظری حقوق آمریکایی، واقع گرایی حقوقی را محکوم کردند. شرکت‌کنندگان متعهد به شکل‌دادن به جامعه، بر اساس دیدگاهی از شخصیت انسانی بدون منافع پنهان و سلطه طبقاتی نهادهای قانونی بودند. دو گرایش جنبش توسعه یافت: یکی، عدم تعین رادیکال که قانون را به‌معنای هر چیزی که ما می‌خواهیم مورد انتقاد قرار می‌داد، و دیگری: نقد نئومارکسیستی که تفکر حقوقی را به‌عنوان شکل نهادی سرمایه‌داری مورد حمله قرار می‌داد. آنگر گرایش سومی را ارائه داد: یک دیدگاه سازنده از بازاندیشی حقوق مبتنی بر رهایی و توانمندسازی فردی، و ترتیبات ساختاری که خود را به بازنگری دائمی با هدف ایجاد فرصت‌های آموزشی و اقتصادی بیشتر برای افراد بیشتر می‌رساند. او این دیدگاه را در کتاب «جنبش مطالعات حقوقی انتقادی» بیان کرد، که آرای او، به سرعت برای او ـ به‌عنوان مربی فلسفی و پیامبر این جنبش ـ طرفدارانی را به‌همراه داشته‌است.

### اندیشه اقتصادی
در مرکز اندیشه آنگر در مورد اقتصاد، تعهد به بازاندیشی و بازسازی ترتیبات نهادی چگونگی تولید و مبادله انسان‌ها قرار دارد. از نظر آنگر، نهادهای اقتصادی هیچ اشکال ذاتی یا طبیعی ندارند، و او گرایش‌های ضروری اقتصاددانان کلاسیک و نئوکلاسیک را رد می‌کند و در مقابل به‌دنبال جایگزین‌هایی برای ترتیبات جوامع معاصر می‌گردد. او در نوشته‌های خود به بررسی ایده‌هایی دربارهٔ اهمیت اقتصاد بازار و تقسیم کار در محیط کار و اقتصاد ملی و جهانی پرداخته‌است.

#### نقد اقتصاد
نقد آنگر از اقتصاد با شناسایی لحظه‌ای کلیدی در تاریخ اقتصاد آغاز می‌شود، زمانی که تحلیل تولید و مبادله از نظریه اجتماعی دور شد و در جستجوی عینیت علمی بود. در تحلیل آنگر، اقتصاد کلاسیک بر روابط علّی میان فعالیت‌های اجتماعی، که با تولید و توزیع ثروت مرتبط بود، تمرکز داشت. اقتصاددانان کلاسیک دربارهٔ مبنای واقعی ارزش، فعالیت‌هایی که به ثروت ملی کمک می‌کنند، سیستم‌های حقوق، یا در مورد اشکال حکومتی که مردم تحت آن ثروتمند می‌شوند، سؤالاتی می‌پرسیدند. در اواخر قرن نوزدهم، در پاسخ به حملات ایده‌های سوسیالیستی و بحث‌هایی دربارهٔ نحوه عملکرد جامعه، و به‌عنوان وسیله‌ای برای فرار از معمای نظریه ارزش و پاسخ، به این که چگونه ارزش‌ها می‌توانند به قیمت تبدیل شوند، اقتصاد نهایی‌گراییانه پدید آمد. این جنبش در علم اقتصاد، آن را از تعهدات تجویزی و هنجاری جدا کرد تا مطالعه اقتصادها را از بحث در مورد نحوه عملکرد جامعه و نوع جامعه‌ای که می‌خواهیم در آن زندگی کنیم، کنار بگذارد. برای آنگر، این لحظه از تاریخ اقتصاد، ارزش تحلیلی یا عملی را از آن ربود.
نقد آنگر از نهایی‌گرایی با نظریه تعادل لئون والراس آغاز می‌شود، که تلاش می‌کرد با کنار گذاشتن مجادلات هنجاری سازمان اجتماعی به تحلیل اقتصادی قطعی دست یابد. آنگر سه نقطه‌ضعف می‌یابد که این نظریه را فلج می‌کند: اول: این نظریه ادعا می‌کند که تعادل به‌طور خودبه‌خود در اقتصاد بازار ایجاد می‌شود. در واقعیت، یک تعادل خودتنظیمی رخ نمی‌دهد. دوم، این تئوری تصویر مشخصی از بازار ارائه می‌دهد. از نظر تاریخی، بازار با ترتیبات مختلف نامشخص است. سوم: استفاده جدلی از کارایی نمی‌تواند تفاوت‌های توزیع بین افراد، طبقات و نسل‌ها را توضیح دهد.
آنگر می‌گوید که پیامدهای جنبش حاشیه‌نشینی برای مطالعه اقتصاد عمیق بود. مشکل این است که تحت این گرایش تعمیم‌دهنده اقتصاد، هیچ وسیله‌ای برای ترکیب شواهد تجربی و در نتیجه تصور مجدد جهان و توسعه نظریه‌های جدید و جهت‌گیری‌های جدید وجود ندارد. به این ترتیب، این رشته همیشه خودارجاعی و نظری است. علاوه بر این، فقدان یک دیدگاه هنجاری از جهان، توانایی پیشنهاد بیش از یک نسخه خط‌مشی را محدود می‌کند، که بنا به تعریف همیشه زمینه خاصی را در نظر می‌گیرد. این رشته فقط می‌تواند جهان را عقلانی کند و از وضعیت موجود حمایت کند. در نهایت، آنگر درمی‌یابد که این چرخش در اقتصاد منجر به جهانی‌شدن بحث‌ها در اقتصاد کلان شد و این رشته را بدون چشم‌انداز تاریخی رها کرد. برای مثال، راه‌حل کینز برای یک بحران تاریخی خاص، زمانی که باید پاسخی به یک موقعیت خاص می‌بود، به یک نظریه عمومی تبدیل شد.

#### جهت‌گیری مجدد اقتصاد
دیدگاه آنگر از اقتصاد این است که نمی‌توان آن را از ایده‌های مربوط به زندگی فردی و اجتماعی جدا دانست. فعالیت انسانی و سازمان سیاسی باید در هر تحلیل تجاری و اقتصاد گنجانده شود. در بازسازی این رشته، او خواستار بازگشت به رویه هنجاری اقتصاد کلاسیک است، اما از مفروضات ضروری و ارجاعات گونه‌شناختی آن بی‌بهره است. توسعه ادعاهای توضیحی و ایده‌های تجویزی ضروری است. این نظم و انضباط باید دگرگونی طبیعت را با جامعه پیوند دهد؛ یعنی ساختن همراه با سازماندهی مجدد مردم.
او در کتاب تجارت آزاد جهت‌گیری مجدد تجارت آزاد: تقسیم جهانی کار و روش اقتصاد، شش ایده را برای شروع تفکر در مورد فعالیت اقتصادی مطرح می‌کند.
1. مشکل تخصص و کشف. زمانی که شرکای تجاری نابرابر هستند (نه به شدت نابرابر) رقابت از میل به تغییر خود جلوگیری می‌کند، زیرا هر دو به‌جای نوآوری و افزایش کارایی مجبور به کاهش هزینه هستند.
2. مشکل سیاست بر اقتصاد، ایجاد و اجرای خط مشی کشف نیست، بلکه اجرای از بالا به پایین است. کنترل سفت‌وسخت دولتی نحوه پاسخ‌گویی جامعه به تنش‌ها و بحران‌ها را محدود می‌کند، بنابراین سیاست، پیش‌فرض‌های خود را ایجاد می‌کند و خلاقیت و به‌کارگیری راه‌حل‌های جایگزین را محدود می‌کند.
3. تجارت آزاد باید با سازماندهی رژیم تجاری ظرفیت خود-تحول را تقویت کند، به‌گونه‌ای که ظرفیت شرکای تجاری برای آزمایش و نوآوری را نیز پشتیبانی کند. این مسئله نه این‌که چقدر تجارت آزاد است، بلکه چه نوع تجارتی آزاد است را بیان می‌کند. بهترین ترتیبات آن‌هایی هستند که کمترین محدودیت را اعمال می‌کنند.
4. تجارت آزاد جایگزین بازار، هیچ شکل ضروری و طبیعی ندارد. اگر بتوان اقتصاد بازار را به شیوه‌ای متفاوت سازماندهی کرد، نظم جهانی تجارت آزاد در میان اقتصادهای بازار نیز می‌تواند سازماندهی شود.
5. تقسیم کار باید دوباره ساخته شود. ما می‌توانیم ماشین‌هایی برای انجام این کار بسازیم. سپس باید در جاهایی که نمی‌دانیم چگونه ماشینی را برای انجام کار بسازیم، نوآوری کنیم. تولید باید شامل یادگیری جمعی و نوآوری دائمی باشد.
6. ذهن در مقابل زمینه ذهن، هم ماشین است و هم ضدماشین. هم فرمولی است و هم کلی‌نگرانه؛ بنابراین، ما هرگز در هیچ زمینه‌ای آرام نمی‌گیریم، و باید ترتیباتی داشته باشیم که دائماً خود را به اختراع مجدد عادت دهد.

#### بازسازی نهادهای اقتصادی
برای آنگر، اقتصاد نه تنها وسیله‌ای برای تولید ثروت، بلکه نوآوری و کشف دائمی است. در این دیدگاه باید بیشترین آزادی را در ترکیب مجدد افراد و منابع فراهم کرد و به مردم اجازه داد تا در محیط‌های سازمانی نوآوری کنند. اقتصاد بازار نباید یک نسخه جزمی از خودش باشد.
آنگر تعدادی پیشنهاد نهادی را ارائه کرده‌است که هدف آن‌ها بازسازی رژیم تجارت جهانی و معرفی جایگزین‌های جدید در اقتصاد بازار است. برای تجارت بین‌المللی و جهانی، نیاز به آزمایش رژیم‌های مختلف حقوق مالکیت را می‌طلبد، که در آن اشکال متعددی در یک سیستم بازار وجود داشته باشند و به حقوق مالکیت فردی و کار قراردادی گره نخورند. به‌طور کلی، به‌جای به حداکثر رساندن تجارت آزاد به‌عنوان هدف، آنگر نیاز به ساختن و باز کردن اقتصاد جهانی را به گونه‌ای می‌بیند که باز بودن جهانی را با تنوع ملی و منطقه‌ای، انحراف، بدعت و آزمایش، که در آن ایده حمایت از جایگزین‌ها است، آشتی دهد. با ایمن‌تر کردن دنیا برای برای اقتصادهای ملی، او نیاز به جریان آزاد سرمایه را رد می‌کند، زیرا مواقعی وجود دارد که ممکن است لازم باشد جریان سرمایه را محدود کنیم. او بر جریان آزاد مردم تأکید دارد. کارگران باید آزادانه در سراسر جهان کار کنند.

## آثار
- دانش و سیاست، مطبوعات آزاد، ۱۳۵۴.[۴۰]
- قانون در جامعه مدرن: به‌سوی نقد نظریه اجتماعی، مطبوعات آزاد، ۱۹۷۶.[۴۱]
- شور: مقاله‌ای دربارهٔ شخصیت، مطبوعات آزاد، ۱۹۸۶.[۴۱]
- جنبش مطالعات حقوقی انتقادی، انتشارات دانشگاه هاروارد، ۱۹۸۶.[۴۲]
- سیاست: اثری در نظریه اجتماعی سازنده، انتشارات دانشگاه کمبریج، ۱۹۸۷، در ۳ جلد:
  - جلد ۱ - ضرورت کاذب: نظریه اجتماعی ضدضرورت در خدمت دموکراسی رادیکال.[۴۳]
  - جلد ۲ - نظریه اجتماعی: موقعیت و وظیفه آن؛ درآمدی انتقادی بر سیاست: اثری در نظریه اجتماعی سازنده.[۴۴]
  - جلد ۳ - انعطاف‌پذیری در برابر قدرت: مطالعات تطبیقی-تاریخی در مورد شرایط نهادی موفقیت اقتصادی و نظامی.[۴۵]
- تجزیه و تحلیل حقوقی چه چیزی باید باشد؟، ورسو، ۱۹۹۶[۴۶]
- سیاست: متون مرکزی، نظریه در برابر سرنوشت، ورسو، ۱۹۹۷، با کوی ژیوان.[۴۷]
- دموکراسی تحقق‌یافته: جایگزین پیشرفت، ورسو، ۱۹۹۸.[۴۸]
- آینده پیشرفت‌گرایی آمریکایی: ابتکاری برای اصلاحات سیاسی و اقتصادی، بیکن، ۱۹۹۸ - با کرنل وست.[۴۹]
- چپ باید چه چیزی پیشنهاد دهد؟، ورسو، ۲۰۰۶.
- خودبیدار: پراگماتیسم بی‌بند و بار، هاروارد، 2007.[۵۰]
- تجارت آزاد دوباره تصورشده: تقسیم جهانی کار و روش اقتصاد، انتشارات دانشگاه پرینستون، ۲۰۰۷.[۵۱]
- جایگزین چپ، ورسو، ۲۰۰۹ (ویرایش دوم برای چپ باید چه چیزی پیشنهاد دهد؟؟، ورسو، 2006.).[۵۲]
- دین آینده، هاروارد، ۲۰۱۴.[۵۳]
- جهان منفرد و واقعیت زمان، انتشارات دانشگاه کمبریج، ۲۰۱۴، با لی اسمولین.[۵۴]
- اقتصاد دانش، نسخه، ۲۰۱۹.

## مقالات بیوگرافی در مورد روبرتو آنگر
- گوگنهایم برای سال ۷۶ کمک‌هزینه تحصیلی می‌دهد: آنگر نیز تصدی مسئولیت می‌کند (The Harvard Crimson 5 آوریل ۱۹۷۶)
- "شور روبرتو آنگر"، ایال پرس، (لینگوا فرانکا، مارس ۱۹۹۹)
- کارلوس کاستیلیو، "سرپرست برزیل: آنگر لکتر را ترک می‌کند تا پشت تخت بایستد." (مقاله جهانی، آوریل ۲۰۰۰)
- سیمون رومرو، "مقصد: سائوپائولو" (متروپلیس، اکتبر ۲۰۰۰) این مقاله دربارهٔ سائوپائولو، برزیل است، اما بحث طولانی در مورد فعالیت سیاسی آنگر در آن‌جا و نقل‌قول‌های زیادی از آنگر دارد.
- ملتزر به آکادمی هنر و علوم آمریکا برگزیده شد (اخبار HLS ۱۳ مه ۲۰۰۴)